# Ernobius californicus
Ernobius californicus är en skalbaggsart som beskrevs av Fisher 1919. Ernobius californicus ingår i släktet Ernobius och familjen trägnagare. Inga underarter finns listade i Catalogue of Life.